# Autoportrait avec la Mort jouant du violon
Autoportrait avec la Mort jouant du violon – en allemand Selbstbildnis mit fiedelndem Tod – est un tableau réalisé par le peintre suisse Arnold Böcklin en 1872. Cette huile sur toile est un autoportrait symboliste. Il figure l'artiste en buste sur un fond noir, pinceau et palette en main, alors qu'au-dessus de son épaule gauche joue du violon un squelette personnifiant la Mort. L'œuvre est conservée depuis 1898 à l'Alte Nationalgalerie, à Berlin, en Allemagne.